# Miss Universe Latina 2025
Miss Universe Latina 2025 fue la 1.ª edición del concurso de belleza de Telerrealidad estadounidense Miss Universe Latina, el reality la cual se llevó a cabo a lo largo de dos meses, teniendo su gala final en los  Estudios Telemundo de la ciudad de Bogotá, Colombia el lunes 21 de julio de 2025. Treinta candidatas de diferentes países pero radicadas en Estados Unidos compitieron por el título, el cual fue ganado por Yamilex Hernández de República Dominicana quien competirá en Miss Universo 2025 en Tailandia representando a los hispanos y latinos estadounidenses. Hernández fue coronada por la Alicia Machado y Andrea Meza.

## Antecedentes
En mayo de 2013, Telemundo anunció a Miss Latina Universo en su evento del up-front para la temporada en televisión 2013-2014. El programa estaba previsto para estrenarse el 15 de junio de 2014 en y durar varias semanas, con la ganadora compitiendo en Miss Universo 2014.  Rashel Díaz y Raúl González serían los conductores. El programa se pospuso indefinidamente el 9 de junio de 2014.
El 16 de noviembre de 2024 se anunció que Telemundo había retomado el programa y se estrenaría en 2025 bajo el título Miss Universe Latina, el reality. El casting tuvo lugar entre noviembre de 2024 y enero de 2025. El 22 de abril de 2025, Jacqueline Bracamontes fue anunciada como conductora del programa. El 12 de mayo de 2025, Alicia Machado y Zuleyka Rivera fueron anunciadas como capitanas de los equipos. El 23 de mayo de 2025, se anunció que el jurado sería conformado por la actriz y cantante Aracely Arámbula, el diseñador de moda David Salomón y el actor Fabián Ríos.

## Resultados
| Posición                  | Candidata |
| Miss Universe Latina 2025 | - República Dominicana - Yamilex Hernández |
| 1.ª Finalista             | - Puerto Rico - Génesis Dávila |
| 2.ª Finalista             | - República Dominicana - Gemmy Quelliz |
| Top 5                     | - Cuba - Laura Pérez - México - Andrea Bazarte |
| Top 8                     | - Cuba - Jelissa Gilart - Puerto Rico - Ediris Joan - Venezuela - Osmariel Villalobos |
| Top 15                    | - Argentina - Natali Rodríguez - El Salvador - Andrea Aguilar - México - Marcela Delgado - México - Nitza Valdez - República Dominicana - Skarxi Marte - Venezuela - Ashley Flete - Venezuela - Isbel Parra                                                                 |
| Top 24                    | - Colombia - Daniela Londono - Colombia - Nathalia Tasama - Honduras - Britthany Marroquín - México - Azalia Arredondo - México - Elba Mendoza - México - Giselle Burgos - México - Lidia Venegas - República Dominicana - Erelly Martínez - Venezuela - Joseline Rodríguez |

## Progreso de la competencia

### Formato
Treinta participantes viven en una mansión y se enfrentarán a una serie de retos para demostrar el potencial que tienen para participar en Miss Universo 2025. Están divididas en dos equipos dirigidos por dos ex Miss Universo, Alicia Machado y Zuleyka Rivera, quienes las asesorarán y guiarán con base en sus propias experiencias. Machado es la capitana del Equipo Esmeralda, mientras que Rivera es la capitana del Equipo Rubí. Con la ayuda del voto del público, los jueces deciden semana a semana quién permanece en el concurso aspirando a ser nombrada Miss Universo Latina. El lunes 16 de junio de 2025 Zuleyka Rivera renunció durante la transmisión en vivo a seguir siendo capitana del equipo Rubí, esto después de una fuerte discusión con el jurado del reality. Su lugar fue ocupado por Andrea Meza Miss Universo 2020.

### Jurado
- Aracely Arámbula - Cantante y actriz de televisión
- David Salomón - Diseñador de modas
- Fabián Ríos - Actor de televisión

### Progreso de la Competencia
| Semifinalistas | Finalistas | Ganadora |

| Sentenciada por el Top 24 | Top 24 | Nominada | Inmunidad | Salvada por el Púbico | Salvada por los Jueces | Eliminada |

| Etapa: | Etapa:     | Galas       | Galas       | Galas       | Galas     | Galas     | Galas       | Galas       | Galas       | Galas       | Galas       | Galas       | Galas       | Galas       | Galas       | Galas       | Galas       | Semifinal 1 | Semifinal 2 | Final         |
| Fecha: | Fecha:     | 03 junio    | 04 junio    | 05 junio    | 06 junio  | 08 junio  | 09-11 junio | 12-15 junio | 16-18 junio | 19-22 junio | 23-25 junio | 26-29 junio | 30-02 julio | 03-06 julio | 07-09 julio | 10-13 julio | 14-17 julio | 18 julio    | 20 julio    | 21 julio      |
| Lugar  | Candidata  | Resultado   | Resultado   | Resultado   | Resultado | Resultado | Resultado   | Resultado   | Resultado   | Resultado   | Resultado   | Resultado   | Resultado   | Resultado   | Resultado   | Resultado   | Resultado   | Resultado   | Resultado   | Resultado     |
| 1      | Yamilex    | -           | Avanza      | -           | -         | Top 24    | -           | -           | -           | -           | -           | -           | -           | -           | -           | Nominada    | -           | -           | -           | Ganadora      |
| 2      | Génesis    | Avanza      | -           | -           | -         | Top 24    | -           | -           | Salvada     | -           | -           | Salvada     | -           | -           | -           | Nominada    | -           | -           | -           | 1.ª Finalista |
| 3      | Gemmy      | Avanza      | -           | -           | -         | Top 24    | -           | -           | -           | Nominada    | -           | -           | -           | -           | -           | Nominada    | -           | -           | -           | 2.ª Finalista |
| Top 5  | Andrea B.  | Avanza      | -           | -           | -         | Top 24    | -           | -           | -           | -           | -           | -           | -           | -           | Nominada    | Nominada    | -           | -           | -           | Eliminada     |
| Top 5  | Laura      | -           | Avanza      | -           | -         | Top 24    | -           | -           | -           | -           | -           | -           | -           | -           | -           | Nominada    | -           | -           | -           | Eliminada     |
| Top 8  | Ediris     | -           | Avanza      | -           | -         | Top 24    | Inmunidad   | -           | -           | -           | -           | Nominada    | -           | Salvada     | -           | Nominada    | -           | -           | -           | Eliminada     |
| Top 8  | Jelissa    | -           | -           | Avanza      | -         | Top 24    | -           | -           | Nominada    | -           | Salvada     | -           | -           | -           | -           | Nominada    | -           | -           | -           | Eliminada     |
| Top 8  | Osmariel   | Avanza      | -           | -           | -         | Top 24    | Nominada    | -           | -           | -           | -           | -           | -           | -           | -           | Nominada    | -           | -           | -           | Eliminada     |
| Top 15 | Isbel      | -           | -           | Avanza      | -         | Top 24    | -           | -           | -           | -           | -           | -           | Nominada    | -           | -           | Nominada    | -           | -           | Eliminada   |               |
| Top 15 | Skarxi     | Avanza      | -           | -           | -         | Top 24    | Nominada    | -           | -           | -           | -           | -           | -           | -           | -           | Salvada     | -           | -           | Eliminada   |               |
| Top 15 | Natali     | -           | -           | Avanza      | -         | Top 24    | -           | Nominada    | Inmunidad   | -           | Nominada    | -           | Nominada    | -           | Nominada    | Nominada    | -           | Eliminada   |             |               |
| Top 15 | Ashley     | -           | Sentenciada | Sentenciada | Avanza    | Top 24    | -           | -           | -           | Inmunidad   | -           | -           | -           | Nominada    | -           | Nominada    | Eliminada   |             |             |               |
| Top 15 | Marcela    | Avanza      | -           | -           | -         | Top 24    | -           | -           | -           | -           | Nominada    | Nominada    | -           | -           | Nominada    | Nominada    | Eliminada   |             |             |               |
| Top 15 | Andrea A.  | -           | -           | Sentenciada | Avanza    | Top 24    | -           | -           | Nominada    | Salvada     | -           | -           | -           | -           | -           | Salvada     | Eliminada   |             |             |               |
| Top 15 | Nitza      | -           | Avanza      | -           | -         | Top 24    | -           | -           | -           | -           | -           | -           | -           | Nominada    | -           | Nominada    | Eliminada   |             |             |               |
| Top 24 | Elba       | -           | -           | Avanza      | -         | Top 24    | -           | -           | -           | -           | -           | -           | -           | -           | Eliminada   |             |             |             |             |               |
| Top 24 | Azalia     | -           | -           | Avanza      | -         | Top 24    | -           | -           | -           | -           | -           | -           | Nominada    | Eliminada   |             |             |             |             |             |               |
| Top 24 | Joseline   | -           | -           | Avanza      | -         | Top 24    | -           | Inmunidad   | -           | -           | -           | -           | Eliminada   |             |             |             |             |             |             |               |
| Top 24 | Britthany  | -           | Avanza      | -           | -         | Top 24    | Salvada     | -           | -           | Salvada     | -           | Eliminada   |             |             |             |             |             |             |             |               |
| Top 24 | Nathalia   | -           | -           | Sentenciada | Avanza    | Top 24    | -           | Nominada    | -           | -           | Eliminada   |             |             |             |             |             |             |             |             |               |
| Top 24 | Daniela L. | -           | -           | Sentenciada | Avanza    | Top 24    | -           | -           | -           | Eliminada   |             |             |             |             |             |             |             |             |             |               |
| Top 24 | Erely      | -           | Avanza      | -           | -         | Top 24    | -           | Salvada     | Eliminada   |             |             |             |             |             |             |             |             |             |             |               |
| Top 24 | Lidia      | -           | Sentenciada | Sentenciada | Avanza    | Top 24    | -           | Eliminada   |             |             |             |             |             |             |             |             |             |             |             |               |
| Top 24 | Giselle    | Sentenciada | Sentenciada | Sentenciada | Avanza    | Top 24    | Eliminada   |             |             |             |             |             |             |             |             |             |             |             |             |               |
| Top 30 | Silvia     | -           | Sentenciada | Sentenciada | Avanza    | Eliminada |             |             |             |             |             |             |             |             |             |             |             |             |             |               |
| Top 30 | Debbie     | Sentenciada | Sentenciada | Sentenciada | Eliminada |           |             |             |             |             |             |             |             |             |             |             |             |             |             |               |
| Top 30 | Nathalya   | Sentenciada | Sentenciada | Sentenciada | Eliminada |           |             |             |             |             |             |             |             |             |             |             |             |             |             |               |
| Top 30 | Erika      | -           | -           | Eliminada   |           |           |             |             |             |             |             |             |             |             |             |             |             |             |             |               |
| Top 30 | Daniela C. | -           | Eliminada   |             |           |           |             |             |             |             |             |             |             |             |             |             |             |             |             |               |
| Top 30 | Fernanda   | Eliminada   |             |             |           |           |             |             |             |             |             |             |             |             |             |             |             |             |             |               |

## Candidatas
| País                 | Candidata                          | Edad | Estatura | Residencia       |
| Argentina            | Natali Rodríguez                   | 27   | 1.72     | Florida          |
| Colombia             | Daniela Castaño                    | 32   | 1.74     | Florida          |
| Colombia             | Daniela Londono                    | 36   | 1.74     | Georgia          |
| Colombia             | Nathalia Tasama                    | 25   | 1.70     | Florida          |
| Cuba                 | Jelissa Gilart                     | 19   | 1.75     | Florida          |
| Cuba                 | Laura Pérez                        | 26   | 1.76     | Florida          |
| El Salvador          | Andrea Aguilar                     | 22   | 1.61     | California       |
| Guatemala            | Debbie Nohemy Ruiz                 | 37   | 1.74     | California       |
| Honduras             | Britthany Marroquín Gonzáles       | 22   | 1.65     | Carolina del Sur |
| México               | Andrea Paola Martínez Bazarte      | 32   | 1.71     | Texas            |
| México               | Azalia Arredondo                   | 28   | 1.72     | Texas            |
| México               | Elba Mendoza                       | 26   | 1.74     | Texas            |
| México               | Giselle Burgos                     | 27   | 1.70     | California       |
| México               | Lidia Venegas                      | 36   | 1.73     | California       |
| México               | Marcela Delgado Sánchez            | 24   | 1.80     | Texas            |
| México               | Nitza Valdez                       | 20   | 1.72     | Texas            |
| México               | Silvia Ledesma                     | 27   | 1.73     | California       |
| Nicaragua            | Nathalya Pedroso Lanza             | 22   | 1.75     | Texas            |
| Puerto Rico          | Ediris Joan Rivera Berrios         | 29   | 1.75     | Iowa             |
| Puerto Rico          | Génesis María Dávila Pérez         | 34   | 1.78     | Florida          |
| República Dominicana | Erelly Martínez                    | 24   | 1.76     | Nueva Jersey     |
| República Dominicana | Erika Marchena Mercedes            | 24   | 1.74     | Florida          |
| República Dominicana | Gemmy Quelliz Alcántara            | 33   | 1.72     | Nueva York       |
| República Dominicana | Skarxi Marie Marte                 | 22   | 1.83     | Nueva York       |
| República Dominicana | Yamilex Hernández del Orbe         | 29   | 1.83     | Nueva Jersey     |
| Uruguay              | Fernanda Sosa Cardozo              | 35   | 1.68     | Florida          |
| Venezuela            | Ashley Flete                       | 24   | 1.73     | Florida          |
| Venezuela            | Isbel Cristina Parra Santos        | 31   | 1.75     | California       |
| Venezuela            | Joseline Rodríguez                 | 43   | 1.68     | Florida          |
| Venezuela            | Osmariel Maholi Villalobos Atencio | 36   | 1.74     | Florida          |

## Crossovers
| Miss Universo - 2025: República Dominicana - Yamilex Hernández (Por Competir) Miss Mundo - 2023: El Salvador - Andrea Aguilar - 2014: Puerto Rico - Génesis Dávila Miss Internacional - 2023: República Dominicana - Yamilex Hernández (Top 15) - 2022: Venezuela - Isbel Parra Miss Grand Internacional - 2023: Honduras - Britthany Marroquín (Top 20) - 2023: República Dominicana - Skarxi Marte (5.ª Finalista) Miss Tierra - 2012: Venezuela - Osmariel Villalobos (Miss Earth-Water) Miss Intercontinental - 2022: El Salvador - Andrea Aguilar - 2012: Puerto Rico - Génesis Dávila (1.ª Finalista) Miss Cosmo - 2024: Honduras - Britthany Marroquín Miss Global - 2025: Puerto Rico - Ediris Joan (2.ª Finalista) Elite Model Look - 2009: República Dominicana - Gemmy Quelliz (3.ª Finalista) Reina Hispanoamericana - 2021: México - Andrea Bazarte (Ganadora) Miss Panamerican International - 2025: México - Silvia Ledesma (1.ª Finalista) - Representando a Estados Unidos - 2023: Cuba - Laura Pérez Miss Orb International - 2024: México - Azalia Arredondo (Top 10) - Representando a Estados Unidos Miss Atlántico Internacional - 2009: Uruguay - Fernanda Sosa Nuestra Belleza Latina - 2018: México - Andrea Bazarte (13.ª Finalista) Mexicana Universal - 2020: México - Andrea Bazarte (Reina Hispanoamericana México) Miss República Dominicana Universo - 2024: República Dominicana - Erika Merchena - 2024: República Dominicana - Gemmy Quelliz (3.ª Finalista) - 2023: República Dominicana - Yamilex Hernández (Miss Internacional Dominicana) - 2021: República Dominicana - Yamilex Hernández (2.ª Finalista) Miss Universe Colombia - 2024: Colombia - Nathalia Tasama Miss Universe Cuba - 2024: Venezuela - Josseline Rodríguez Miss Universe Guatemala - 2024: Guatemala - Debbie Ruiz (Top 6) Miss Universe Mexico - 2024: México - Marcela Delgado Miss Universe Puerto Rico - 2024: Puerto Rico - Génesis Dávila - 2021: Puerto Rico - Ediris Joan (Top 15) - 2013: Puerto Rico - Génesis Dávila (1.ª Finalista) Miss USA - 2018: Puerto Rico - Génesis Dávila (Top 5) | Miss Venezuela - 2020: Venezuela - Isbel Parra (Miss International Venezuela) - 2011: Venezuela - Osmariel Villalobos (Miss Tierra Venezuela) Miss Mundo El Salvador - 2023: El Salvador - Andrea Aguilar (Ganadora) Miss Mundo de Puerto Rico - 2014: Puerto Rico - Génesis Dávila (Ganadora) Miss Grand Cuba - 2025: Cuba - Laura Pérez (1.ª Finalista) Miss Grand Honduras - 2022: Honduras - Britthany Marroquín (Ganadora) Miss Grand República Dominicana - 2023: República Dominicana - Skarxi Marte (Ganadora) Miss Grand USA - 2024: México - Giselle Burgos (4.ª Finalista) Miss Earth Puerto Rico - 2024: Puerto Rico - Ediris Joan (Miss Global Puerto Rico) Miss Earth Venezuela - 2017: Venezuela - Isbel Parra Misses of Dominican Republic - 2024: República Dominicana - Erelly Martínez - 2021: Venezuela - Ashley Flete Nuestra Latinoamericana USA - 2021: República Dominicana - Skarxi Marte (1.ª Finalista) Miss Mission USA - 2024: Cuba - Laura Pérez Mexicana Universal USA - 2023: México - Azalia Arredondo (Top 10) Swimsuit USA International - 2024: Nicaragua - Nathalya Pedroso (Top 15) Nuestra Belleza USA - 2024: México - Nitza Valdez (Ganadora) Teen Universe México - 2023: México - Marcela Delgado (2.ª Finalista/Teen) Mexicana Universal Houston - 2023: México - Azalia Arredondo (Ganadora) Mexicana Universal Los Ángeles - 2023: México - Silvia Ledesma (1.ª Finalista) Mexicana Universal Nuevo León - 2019: México - Andrea Bazarte (Designada) Mexicana Universal San Diego - 2021: México - Silvia Ledesma Mexicana Universal Sinaloa - 2023: México - Giselle Burgos Miss California USA - 2024: México - Giselle Burgos (3.ª Finalista) - 2023: México - Giselle Burgos (1.ª Finalista) Miss Florida USA - 2018: Puerto Rico - Génesis Dávila (Ganadora) - 2017: Puerto Rico - Génesis Dávila (Ganadora/Destituida) Miss Texas USA - 2023: México - Elba Mendoza - 2022: México - Elba Mendoza Teen Universe Tamaulipas - 2023: México - Marcela Delgado (Ganadora) |